# Gabriel Valenzuela
 (août 2015).
Si vous disposez d'ouvrages ou d'articles de référence ou si vous connaissez des sites web de qualité traitant du thème abordé ici, merci de compléter l'article en donnant les références utiles à sa vérifiabilité et en les liant à la section « Notes et références ».
Gabriel Valenzuela est un acteur colombien né Gabriel Élmer Valenzuela le 10 juin 1981 à Bogota.

## Biographie
En 2006, il a été choisi par Los mas bellos de TV (les plus beaux de la télévision).
Il a un fils prénommé Emanuel qui vit en Espagne avec sa mère. 
Il était marié à Aylin Mujica en 2010 et en 2012 ils se sont séparés. Ensemble ils ont eu une fille prénommée Violeta, née le 10 avril 2010.

## Carrière
Il a joué dans la telenovela à succès La casa de al lado en 2011-2012 puis il a participé à la telenovela Corazón valiente en 2012-2013 ainsi qu'à la telenovela Marido en alquiler en 2013-2014. Il est présent dans la telenovela ¿Quién es quién? en 2015-2016 et dans la telenovela La fan en 2017.

## Filmographie

### Telenovelas
- 2017 : Milagros de Navidad : Tomás
- 2017 : La fan : Nicolás
- 2015-2016 : ¿Quién es quién? : Jonathan
- 2015 : Dueños del paraíso : Jose Carlos Quezada
- 2014 : Demente Criminal : Julio Villalobos
- 2013-2014 : Marido en alquiler : Fernando (Antagoniste)
- 2012-2013 : Corazón valiente : Luis Martínez (Antagoniste) / Camilo Martínez (jardinier)
- 2011-2012 : La casa de al lado : Emilio Conde Spencer
- 2009 : Niños ricos pobres padres :  Gabriel Granados
- 2008-2009 : Doña Bárbara : Lorenzo Barqueros (jeune) (participation spéciale)
- 2007 : El Zorro, la espada y la rosa : Alejandro de la Vega / El Zorro (fils de Diego et d'Esmeralda), (participation spéciale)
- 2007-2008 : La marca del deseo : Esteban Falcón
- 2006-2007 : Floricienta :  Chacho (reparto)
- 2005-2006 : Los Reyes : Luis Felipe Donoso
- La Saga: Negocio de Familia :  Mauricio Muñoz
- Padres e Hijos : Marcos
- 2002 : La lectora : Kevin
- 1999 : Tabú : Felipe
- 1999 : Julius : Bobby
- 1996 : Conjunto Cerrado : Carlos Arthuro
- 1993 : Fiebre